# Marcos Rocha
Marcos Luis Rocha Aquino vagy egyszerűen Marcos Rocha (Sete Lagoas, 1988. december 11. –), brazil labdarúgó, a SE Palmerias hátvédje.